# Temporada 1990-91 de los Utah Jazz
La temporada 1990-91 fue la decimoséptima de los Jazz en la NBA, y la duodécima en su ubicación en Salt Lake City, tras cinco temporadas en Nueva Orleans. La temporada regular acabó con 54 victorias y 28 derrotas, ocupando el quinto puesto de la Conferencia Oeste, clasificádose para los playoffs, en los que cayeron en semifinales de conferencia ante Portland Trail Blazers.

## Elecciones en elDraft
| Ronda | Puesto | Jugador       | Posición | Nacionalidad   | Universidad |
| ----- | ------ | ------------- | -------- | -------------- | ----------- |
| 2     | 33     | Walter Palmer | Pívot    | Estados Unidos | Dartmouth   |

## Temporada regular
| División Medio Oeste   | División Medio Oeste | División Medio Oeste | División Medio Oeste | División Medio Oeste | División Medio Oeste | División Medio Oeste | División Medio Oeste | División Medio Oeste |
| Equipo                 | G                    | P                    | %                    | PD                   | Casa                 | Fuera                | Div                  |                      |
| ---------------------- | -------------------- | -------------------- | -------------------- | -------------------- | -------------------- | -------------------- | -------------------- | -------------------- |
| y-San Antonio Spurs    | 55                   | 27                   | .671                 | —                    | 33–8                 | 22–19                | 20–8                 |                      |
| x-Utah Jazz            | 54                   | 28                   | .659                 | 1                    | 36–5                 | 18–23                | 21-7                 |                      |
| x-Houston Rockets      | 52                   | 30                   | .634                 | 3                    | 31-10                | 21–20                | 20-8                 |                      |
| Orlando Magic          | 31                   | 51                   | .378                 | 24                   | 24-17                | 7–34                 | 13–15                |                      |
| Minnesota Timberwolves | 29                   | 53                   | .354                 | 26                   | 21-20                | 8-33                 | 9-19                 |                      |
| Dallas Mavericks       | 28                   | 54                   | .341                 | 27                   | 20-21                | 8–33                 | 7-21                 |                      |
| Denver Nuggets         | 20                   | 62                   | .244                 | 35                   | 17-24                | 3-38                 | 8–20                 |                      |

## Playoffs

### Primera ronda
Phoenix Suns vs. Utah Jazz 
| Fecha       | Partido                        | Ciudad         |
| ----------- | ------------------------------ | -------------- |
| 25 de abril | Phoenix Suns 90, Utah Jazz 129 | Phoenix        |
| 27 de abril | Phoenix Suns 102, Utah Jazz 92 | Phoenix        |
| 30 de abril | Utah Jazz 107, Phoenix Suns 98 | Salt Lake City |
| 2 de mayo   | Utah Jazz 101, Phoenix Suns 93 | Salt Lake City |
|             | Utah Jazz gana las series 3-1  |                |

### Semifinales de Conferencia
Portland Trail Blazers vs. Utah Jazz 
| Fecha      | Partido                                    | Ciudad         |
| ---------- | ------------------------------------------ | -------------- |
| 7 de mayo  | Portland Trail Blazers 117, Utah Jazz 97   | Portland       |
| 9 de mayo  | Portland Trail Blazers 118, Utah Jazz 116  | Portland       |
| 11 de mayo | Utah Jazz 107, Portland Trail Blazers 101  | Salt Lake City |
| 12 de mayo | Utah Jazz 101, Portland Trail Blazers 104  | Salt Lake City |
| 14 de mayo | Portland Trail Blazers 103, Utah Jazz 96   | Portland       |
|            | Portland Trail Blazers gana las series 4-1 |                |

## Estadísticas

### Temporada regular
| Rk | Jugador          | Edad | P  | PT | MP   | TC   | TCI  | %TC  | T3  | T3I | %T3  | TL  | TLI  | %TL  | RO  | RD  | RT   | AS   | RB  | TAP | BP  | FP  | PTS  |
| -- | ---------------- | ---- | -- | -- | ---- | ---- | ---- | ---- | --- | --- | ---- | --- | ---- | ---- | --- | --- | ---- | ---- | --- | --- | --- | --- | ---- |
| 1  | Karl Malone      | 27   | 82 | 82 | 40.3 | 10.3 | 19.6 | .527 | 0.0 | 0.2 | .286 | 8.3 | 10.8 | .770 | 2.9 | 8.9 | 11.8 | 3.3  | 1.1 | 1.0 | 3.0 | 3.3 | 29.0 |
| 2  | John Stockton    | 28   | 82 | 82 | 37.8 | 6.0  | 11.9 | .507 | 0.7 | 2.0 | .345 | 4.4 | 5.3  | .836 | 0.6 | 2.3 | 2.9  | 14.2 | 2.9 | 0.2 | 3.6 | 2.8 | 17.2 |
| 3  | Jeff Malone      | 29   | 69 | 69 | 35.7 | 7.6  | 15.0 | .508 | 0.0 | 0.1 | .167 | 3.3 | 3.7  | .917 | 0.5 | 2.5 | 3.0  | 2.1  | 0.7 | 0.1 | 1.6 | 1.9 | 18.6 |
| 4  | Mark Eaton       | 34   | 80 | 80 | 32.3 | 2.1  | 3.7  | .579 | 0.0 | 0.0 |      | 0.9 | 1.4  | .634 | 2.3 | 6.1 | 8.3  | 0.6  | 0.5 | 2.4 | 1.2 | 3.7 | 5.1  |
| 5  | Thurl Bailey     | 29   | 82 | 22 | 30.3 | 4.9  | 10.6 | .458 | 0.0 | 0.0 | .000 | 2.7 | 3.3  | .808 | 1.2 | 3.7 | 5.0  | 1.5  | 0.6 | 1.1 | 1.6 | 2.0 | 12.4 |
| 6  | Blue Edwards     | 25   | 62 | 56 | 26.0 | 3.9  | 7.5  | .526 | 0.1 | 0.4 | .250 | 1.3 | 1.9  | .701 | 0.8 | 2.4 | 3.2  | 1.7  | 0.9 | 0.5 | 1.7 | 3.3 | 9.3  |
| 7  | Mike Brown       | 27   | 82 | 2  | 17.0 | 1.6  | 3.5  | .454 | 0.0 | 0.0 |      | 1.6 | 2.2  | .742 | 1.3 | 2.8 | 4.1  | 0.6  | 0.4 | 0.3 | 1.0 | 2.0 | 4.8  |
| 8  | Darrell Griffith | 32   | 75 | 2  | 13.4 | 2.3  | 5.9  | .391 | 0.6 | 1.8 | .348 | 0.5 | 0.6  | .756 | 0.2 | 1.0 | 1.2  | 0.5  | 0.6 | 0.1 | 0.6 | 1.3 | 5.7  |
| 9  | Tony Brown       | 30   | 23 | 0  | 11.6 | 1.2  | 3.3  | .364 | 0.1 | 0.5 | .182 | 0.9 | 1.0  | .870 | 1.0 | 0.7 | 1.7  | 0.6  | 0.2 | 0.0 | 0.5 | 1.7 | 3.4  |
| 10 | Delaney Rudd     | 28   | 82 | 0  | 10.7 | 1.5  | 3.5  | .435 | 0.2 | 0.7 | .279 | 0.7 | 0.9  | .831 | 0.2 | 0.6 | 0.8  | 2.6  | 0.4 | 0.0 | 1.2 | 1.1 | 4.0  |
| 11 | Andy Toolson     | 25   | 47 | 15 | 10.0 | 1.1  | 2.6  | .403 | 0.3 | 0.7 | .375 | 0.5 | 0.7  | .758 | 0.7 | 0.7 | 1.4  | 0.7  | 0.3 | 0.0 | 0.5 | 1.2 | 2.9  |
| 12 | Pat Cummings     | 34   | 4  | 0  | 6.5  | 1.0  | 1.5  | .667 | 0.0 | 0.0 |      | 1.8 | 2.5  | .700 | 0.8 | 0.5 | 1.3  | 0.0  | 0.0 | 0.0 | 0.5 | 2.0 | 3.8  |
| 13 | Dan O'Sullivan   | 22   | 21 | 0  | 4.0  | 0.3  | 0.8  | .438 | 0.0 | 0.0 |      | 0.3 | 0.5  | .636 | 0.2 | 0.6 | 0.8  | 0.2  | 0.0 | 0.0 | 0.2 | 0.9 | 1.0  |
| 14 | Walter Palmer    | 22   | 28 | 0  | 3.0  | 0.5  | 1.6  | .333 | 0.0 | 0.0 | .000 | 0.4 | 0.5  | .667 | 0.2 | 0.5 | 0.8  | 0.2  | 0.1 | 0.1 | 0.2 | 0.7 | 1.4  |
| 15 | Chris Munk       | 23   | 11 | 0  | 2.6  | 0.3  | 0.6  | .429 | 0.0 | 0.0 |      | 0.6 | 1.1  | .583 | 0.5 | 0.8 | 1.3  | 0.1  | 0.1 | 0.2 | 0.5 | 0.5 | 1.2  |

### Playoffs
| Rk | Jugador          | Edad | P | PT | MP   | TC   | TCI  | %TC  | T3  | T3I | %T3  | TL  | TLI  | %TL  | RO  | RD   | RT   | AS   | RB  | TAP | BP  | FP  | PTS  |
| -- | ---------------- | ---- | - | -- | ---- | ---- | ---- | ---- | --- | --- | ---- | --- | ---- | ---- | --- | ---- | ---- | ---- | --- | --- | --- | --- | ---- |
| 1  | Karl Malone      | 27   | 9 | 9  | 42.6 | 10.6 | 23.2 | .455 | 0.0 | 0.9 | .000 | 8.6 | 10.1 | .846 | 2.6 | 10.8 | 13.3 | 3.2  | 1.0 | 1.2 | 2.9 | 3.9 | 29.7 |
| 2  | John Stockton    | 28   | 9 | 9  | 41.4 | 6.4  | 12.0 | .537 | 1.2 | 3.0 | .407 | 4.1 | 4.9  | .841 | 1.1 | 3.6  | 4.7  | 13.8 | 2.2 | 0.2 | 3.6 | 3.7 | 18.2 |
| 3  | Jeff Malone      | 29   | 9 | 9  | 39.0 | 7.9  | 16.0 | .493 | 0.0 | 0.2 | .000 | 4.9 | 5.3  | .917 | 0.8 | 3.1  | 3.9  | 3.2  | 1.0 | 0.1 | 1.3 | 2.4 | 20.7 |
| 4  | Mark Eaton       | 34   | 9 | 9  | 28.3 | 1.8  | 3.4  | .516 | 0.0 | 0.0 |      | 0.8 | 1.3  | .583 | 1.9 | 4.3  | 6.2  | 0.6  | 0.1 | 1.4 | 0.8 | 4.6 | 4.3  |
| 5  | Blue Edwards     | 25   | 9 | 9  | 26.8 | 4.1  | 8.6  | .481 | 0.1 | 0.2 | .500 | 1.8 | 2.2  | .800 | 0.8 | 2.3  | 3.1  | 1.8  | 0.9 | 0.1 | 1.7 | 4.1 | 10.1 |
| 6  | Thurl Bailey     | 29   | 9 | 0  | 25.3 | 2.6  | 7.1  | .359 | 0.0 | 0.0 |      | 2.4 | 2.8  | .880 | 1.2 | 2.3  | 3.6  | 1.0  | 0.3 | 0.7 | 1.3 | 3.0 | 7.6  |
| 7  | Mike Brown       | 27   | 9 | 0  | 24.8 | 3.0  | 6.2  | .482 | 0.0 | 0.0 |      | 3.6 | 4.2  | .842 | 2.2 | 5.1  | 7.3  | 0.6  | 0.3 | 0.1 | 1.3 | 4.0 | 9.6  |
| 8  | Tony Brown       | 30   | 4 | 0  | 7.3  | 1.0  | 2.0  | .500 | 0.3 | 0.5 | .500 | 0.0 | 0.0  |      | 0.5 | 0.3  | 0.8  | 0.3  | 0.0 | 0.0 | 0.3 | 0.5 | 2.3  |
| 9  | Delaney Rudd     | 28   | 9 | 0  | 6.4  | 1.0  | 2.3  | .429 | 0.4 | 1.3 | .333 | 0.2 | 0.4  | .500 | 0.2 | 0.0  | 0.2  | 1.9  | 0.3 | 0.0 | 0.3 | 0.7 | 2.7  |
| 10 | Darrell Griffith | 32   | 3 | 0  | 3.0  | 1.7  | 2.3  | .714 | 0.0 | 0.0 |      | 0.0 | 0.0  |      | 0.3 | 0.3  | 0.7  | 0.0  | 0.0 | 0.0 | 0.3 | 0.0 | 3.3  |
| 11 | Walter Palmer    | 22   | 2 | 0  | 3.0  | 0.5  | 2.0  | .250 | 0.0 | 0.0 |      | 0.0 | 0.0  |      | 0.0 | 0.5  | 0.5  | 0.0  | 0.0 | 0.0 | 0.5 | 1.5 | 1.0  |
| 12 | Andy Toolson     | 25   | 2 | 0  | 2.0  | 0.0  | 1.0  | .000 | 0.0 | 0.5 | .000 | 0.0 | 0.0  |      | 0.0 | 0.0  | 0.0  | 0.5  | 0.5 | 0.0 | 0.0 | 0.0 | 0.0  |

## Galardones y récords
| Jugador       | Galardón                                                                     |
| Karl Malone   | Mejor quinteto de la NBA All-Star                                            |
| John Stockton | 3er Mejor quinteto de la NBA 2.º Mejor quinteto defensivo de la NBA All-Star |